# Google Católico
Google Católico (CatholicGoogle em inglês) foi uma ferramenta de busca que filtra resultados considerados profanos e pornográficos, atribuindo o topo das pesquisas para sites relacionados com o catolicismo.
O site utiliza o sistema Google Custom Search Engine para filtrar os resultados, porém, o site não tem relação com o Google apenas utilizando-o.